# Franceville
Franceville ist mit 110.568 Einwohnern (Berechnung 2013) die drittgrößte Stadt in Gabun und Provinzhauptstadt von Haut-Ogooué. Sie liegt am Fluss Mpassa, an der Nationalstraße N3 und ist östliche Endstation der von der Atlantikküste herführenden Eisenbahnstrecke Transgabonais. Die Stadt entwickelte sich aus dem Dorf Masuku, als Savorgnan de Brazza den Ort auswählte, um ehemalige Sklaven anzusiedeln.
Franceville ist seit 1974 Sitz des römisch-katholischen Bistums Franceville.

## Stadtbild
Franceville hat trotz der vergleichsweise geringen Einwohnerzahl mit 60 km² eine relativ große Stadtfläche, welche sich über deutlich mehr als 15 km und über mehrere Hügel erstreckt.

## Wirtschaft

### Bergbau
Der Abbau von Mangan und Uran in der Umgebung von Franceville hat in den letzten Jahrzehnten maßgeblich zum wirtschaftlichen Aufschwung und somit zum zuletzt starken Bevölkerungswachstum der Stadt beigetragen. Bekannt wurde diesbezüglich vor allem die etwa 80 km nordwestlich gelegene „Mounana Mine“ mit sedimentären Uran- und Vanadium-Lagerstätten, die allerdings 1999 nach 40-jährigem Betrieb geschlossen wurde. Die Mine gilt auch als Typlokalität für insgesamt 9 Minerale (Stand 2023): Bariandit, Chervetit, Curienit, Francevillit, Lenoblit, Metavanuralit, Mounanait, Schubnelit und Vanuralit.

### Andere
Franceville selbst wird von kleinen landwirtschaftlichen Betrieben geprägt. Es gibt jedoch auch einige Fabriken, eine Brauerei sowie eine Mühle.